# Associazione Calcio Savigliano 1941-1942
Questa voce raccoglie le informazioni riguardanti l'Associazione Calcio Savigliano nelle competizioni ufficiali della stagione 1941-1942.

## Rosa
| N. |                   | Ruolo | Calciatore          |
| -- | ----------------- | ----- | ------------------- |
|    | Italia (bandiera) | D     | Domenico Abbaneo    |
|    | Italia (bandiera) | D     | Marino Bagetto      |
|    | Italia (bandiera) | A     | U. Bartoli          |
|    | Italia (bandiera) | C     | Antonio Berardo     |
|    | Italia (bandiera) | A     | Giuseppe Bortoletto |
|    | Italia (bandiera) | A     | Giulio Calcagno     |
|    | Italia (bandiera) | C     | Tomaso Caudera      |
|    | Italia (bandiera) | D     | Piero De Stefanis   |
|    | Italia (bandiera) | A     | G. Gilli            |
|    | Italia (bandiera) | D     | Giovanni Giordano   |
|    | Italia (bandiera) | A     | C. Gullino          |

| N. |                   | Ruolo | Calciatore           |
| -- | ----------------- | ----- | -------------------- |
|    | Italia (bandiera) | C     | Antonio Macario      |
|    | Italia (bandiera) | A     | Piero Mandrini       |
|    | Italia (bandiera) | P     | Bruno Mauri          |
|    | Italia (bandiera) | A     | D. Monfardini        |
|    | Italia (bandiera) | D     | Pietro Mosca         |
|    | Italia (bandiera) | D     | Tomaso Poccardi      |
|    | Italia (bandiera) | D     | Duilio Santagostino  |
|    | Italia (bandiera) | D     | Alfredo Spadavecchia |
|    | Italia (bandiera) | D     | Felice Stabilini     |
|    | Italia (bandiera) | D     | Armando Viotto       |